# Grzechotka (powieść)
Grzechotka – druga powieść kryminalna autorstwa Joanny Jodełki z 2011.
Akcja toczy się współcześnie, późną jesienią w Poznaniu. Główną bohaterką jest Weronika Król – psycholożka współpracująca z policją. Ofiarą jest Edyta Skomorowska podejrzewana początkowo o dzieciobójstwo. Sama twierdzi, że dziecko, które miała dopiero urodzić zostało jej podstępem skradzione, ale nic w tej sprawie nie pamięta. Powieść porusza kwestie handlu dziećmi, nielegalnych adopcji i podziemia aborcyjnego. W toku wydarzeń przewijają się różnorodne postacie: ginekolog-alkoholik, żądna sławy dziennikarka, sutener z wytatuowanym królikiem oraz notariusz – szanowany obywatel. Areną wydarzeń są m.in. szpital przy ul. Polnej, osiedle Kopernika i Stare Miasto w Poznaniu.